# Benito Juárez
För andra betydelser, se Benito Juárez (olika betydelser).
Benito Pablo Juárez García, född 21 mars 1806 i San Pablo Guelatao i Oaxaca, död 18 juli 1872 i Mexico City, var en mexikansk politiker och president 1858, 1861–1863 och 1867–1872. Han var Latinamerikas första indianska president och räknas som en av Mexikos nationalhjältar.

## Biografi
Juaréz föddes i en fattig indianfamilj med zapotekursprung. Trots detta lyckades han utbilda sig till advokat 1834. Som ivrig liberal gav han sig in i det politiska livet. Åren 1847–1852 var Juárez guvernör i staten Oaxaca. Han drevs 1853 i landsflykt av diktatorn Antonio López de Santa Anna, men kunde återvända efter revolutionen 1855 då Santa Anna avsattes. Han författade större delen av 1857 års konstitution och blev samma år Ignacio Comonforts vicepresident. Efter en konservativ statskupp 1858 övertog Juárez för en kort tid presidentposten men tvingades under inbördeskriget 1858–1861 att dra sig tillbaka till Veracruz. Där proklamerade han omstörtande antiklerikala lagar, bland annat om kyrkogodsens försäljande. 
År 1861 återvände han till Mexico city och valdes till president. Som president beslutade han att ställa in landets betalningar på statsskulden, vilket ledde till att Frankrike, inledningsvis med Storbritanniens och Spaniens stöd, intervenerade militärt. Efter att Juárez inledningsvis stoppat den franska invasionsarmén vid Puebla 5 maj 1862 tvingades han retirera. Fransmännen installerade 1864 den österrikiske ärkehertigen Maximilian som mexikansk kejsare. Juárez ledde motståndet mot Frankrikes ockupation med regering i Chihuahua 1863–1867. Sedan fransmännen lämnat Mexiko kunde Juárez tillfångata kejsare Maximilian som arkebuseras i Querétaro den 19 juni 1867. 
Trots fortsatt reformvilja väckte Juárezs styre ökat missnöje, och han omvaldes endast med knapp majoritet till president 1871.
Benito Juárez är främst känd för La Reforma, de förändringar i den mexikanska lagstiftningen som gjorde Mexiko till en sekulär stat. Ett av hans mer kända tal innehåller uttalandet "Mellan länder och människor är respekt en förutsättning för fred" (ett citat från den tyska filosofen Immanuel Kant); detta riktat mot vad han menade var en aggressiv utrikespolitik från USA:s sida.

## Övrigt
- Benito Mussolini fick namnet Benito av sina socialistiska föräldrar, för att de beundrade Juárez verk.